# یواس‌اس فاریس (اف‌اف-۱۰۹۴)
یواس‌اس فاریس (اف‌اف-۱۰۹۴) (به انگلیسی: USS Pharris (FF-1094)) یک کشتی بود که طول آن ۴۳۸ فوت (۱۳۴ متر) بود. این کشتی در سال ۱۹۷۲ ساخته شد.